# Inmigración cubana en Bolivia
La inmigración cubana en Bolivia es un fenómeno social del siglo XXI, a partir del año 2005, creció de manera significativa.

## Historia
Antes de la Revolución cubana, Bolivia mantenía buenas relaciones diplomáticas con Fulgencio Batista. Con la llegada al poder de Fidel Castro en 1959, Bolivia seguía manteniendo relaciones con Cuba. Pero el año 1963, el presidente de Bolivia Víctor Paz Estenssoro decidió romper relaciones diplomáticas con Cuba, desconociendo al gobierno castrista.
De ahí en adelante, ambos países estuvieron sin embajadas por más de 20 años.
El año 1983, el Presidente de Bolivia de ese entonces Hernán Siles Suazo (de tendencia izquierdista), decide restablecer relaciones diplomáticas con Cuba, después de 20 años.  
Durante casi toda la década de 1980, Bolivia sufrió un terrible hiperinflación de hasta 8.000% anual, lo cual frenaría la llegada de inmigrantes al país. Pero a partir del año 1987, cuando el país se fue estabilizando poco a poco y recuperándose económicamente. El periodo de estabilización de la economía boliviana duró hasta el año 1990.[cita requerida]
Las cifras muestran que para el año 1990 solamente había 105 cubanos viviendo en toda Bolivia. En 2017 (27 años después), la cantidad de cubanos residiendo en Bolivia se había multiplicado por 17 veces.[cita requerida]
La inmigración cubana en el país comenzó a ser significativa a partir del año 2005 con la llegada al poder de Evo Morales Ayma.[cita requerida]

## Médicos cubanos
Desde el año 2006, varios médicos cubanos llegaron  a Bolivia para atender las demandas de la población boliviana en el ámbito de la salud. Los médicos cubanos realizaron muchas cirugías de acceso gratuito a la población, trabajando para el Ministerio de Salud de Bolivia.

## Regularización y deportaciones
Numerosos ciudadanos cubanos han intentado ingresar ilegalmente al territorio boliviano, los cuales han sido deportados por la Dirección General de Migración.
Debido a esta situación de los inmigrantes ilegales, el Presidente de Bolivia Evo Morales Ayma emitió el 3 de octubre de 2018 el decreto supremo 3676, con el objetivo de que todos los ciudadanos extranjeros que se encuentran viviendo en Bolivia de manera ilegal puedan regularizar su situación migratoria.
El decreto supremo tuvo vigencia por un año hasta el 3 de octubre de 2019. En ese periodo de tiempo, alrededor de 243 cubanos regularizaron su situación migratoria en Bolivia, evitando de esa manera su deportación por la Dirección General de Migración.

## Evolución de la inmigración cubana en Bolivia

### Según la Organización Internacional para las Migraciones
La Organización Internacional para las Migraciones (OIM) dependiente de la Organización de las Naciones Unidas (ONU), contabilizó una cifra de 1932 cubanos viviendo en Bolivia hasta el año 2019.
A continuación se muestra la inmigración cubana en Bolivia por año: 
| 1990 | 105 cubanos   |
| 1995 | 311 cubanos   |
| 2000 | 513 cubanos   |
| 2005 | 1 018 cubanos |
| 2010 | 1 520 cubanos |
| 2015 | 1 770 cubanos |
| 2017 | 1 842 cubanos |
| 2019 | 1 932 cubanos |
| Fuente: Organización Internacional para las Migraciones OIM (a nivel mundial) dependiente de la Organización de las Naciones Unidas ONU (2018) |               |

Otras fuentes (externas a migración) señalan que en el país habría por lo menos unos 5000 cubanos trabajando y viviendo en Bolivia. Los ciudadanos cubanos estarían trabajando en el área de salud, como médicos, con buena remuneración económica , vivienda y otros beneficios otorgados por el gobierno boliviano.

### Flujo migratorio de cubanos en Bolivia
| 2008                                                        | 4410   | 3727   | + 683  | 683 cubanos     |
| 2009                                                        | 6758   | 6145   | + 613  | 1 296 cubanos   |
| 2010                                                        | 9031   | 10 204 | - 1173 | 123 cubanos     |
| 2011                                                        | 13 313 | 14 617 | - 1304 | - 1 181 cubanos |
| 2012                                                        | 14 704 | 10 943 | + 3761 | 2 580 cubanos   |
| 2013                                                        | 10 796 | 10 991 | - 195  | 2 385 cubanos   |
| 2014                                                        | 4970   | 4178   | + 792  | 3 177 cubanos   |
| 2015                                                        | 4635   | 4965   | - 330  | 2 847 cubanos   |
| 2016                                                        | 4838   | 4902   | - 64   | 2 783 cubanos   |
| 2017                                                        | 6642   | 5802   | + 840  | 3 623 cubanos   |
| 2018                                                        | 4744   | 4496   | + 248  | 3 871 cubanos   |
| 2019                                                        | 4065   | 4696   | - 631  | 3 240 cubanos   |
| 2020                                                        | 829    | 751    | + 78   | 3 318 cubanos   |
| 2021                                                        | 705    | 604    | + 101  | 3 419 cubanos   |
| 2022                                                        | 1745   | 1286   | + 459  | 3 878 cubanos   |
| 2023                                                        | 1632   | 1413   | + 219  | 4 097 cubanos   |
| 2024                                                        | 3146   | 2925   | + 221  | 4 318 cubanos   |
| 2025                                                        | 1510   | 1022   | + 488  | 4 806 cubanos   |
| Fuente: Dirección General de Migración de Bolivia (DIGEMIG) |        |        |        |                 |
| Nota: Datos actualizados hasta el 31 de mayo de 2025        |        |        |        |                 |